# Radinoderus ochroceratus
Radinoderus ochroceratus är en tvåvingeart som beskrevs av Donald Henry Colless 1963. Radinoderus ochroceratus ingår i släktet Radinoderus och familjen Tanyderidae. Inga underarter finns listade i Catalogue of Life.